# Manuel María Ayala
Manuel María Ayala y Arosemena (Chepo, 13 de octubre de 1800 - Santiago de Veraguas, 1838) fue un prócer colombiano, firmante del Acta de Independencia de Panamá del 28 de noviembre de 1821.

## Biografía
Fue hijo de Manuel Silvestre de Ayala y de Josefa Rita Arosemena.
Participó como uno de los firmantes del acta de independencia del istmo del yugo español en noviembre de 1821. Luego de firmar el acta, fue encargado por José de Fábrega y junto con José Vallarino fueron a Chagres y Portobelo para solicitar la rendición de las fuerzas españolas en ambos pueblos.
Fungió como interventor de la tesorería provincial de Veraguas, luego tesorero de la misma, gobernador de dicha provincia, administrador de Chagres y por último oficial de tesorería de Panamá. En 1826 dejó la Contaduría General del Istmo, para ocupar un puesto en la Cámara de Representantes de Colombia.
El 2 de agosto de 1831 fue condenado a fusilamiento por orden de Juan Eligio Alzuru, quien secesionó el istmo de Colombia y estuvo gobernando de manera dictatorial. Ayala estuvo en capilla y con la escolta preparada para fusilarlo, pero el pueblo de Santa Ana y gente influyente lograron evitarlo. Posteriormente colaboró con José de Fábrega para derrotar las fuerzas rebeldes de Alzuru, quien sería derrotado el 29 de agosto.
Por su labor, en 1838 fue nombrado tesorero principal de Hacienda de Veraguas y General de Brigada de la Nueva Granada en cuartel. Falleció en el mismo año.